# المرأة في كولومبيا

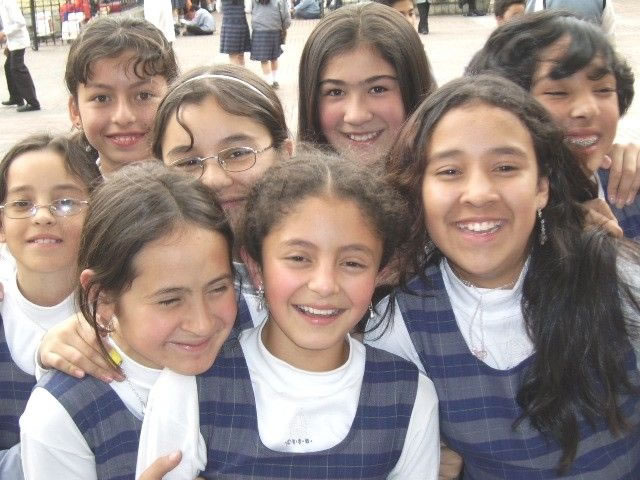
بنات مدرسة في كولومبيا

بناء على ما نص عليه الدستور الكولومبي لعام 1991، فإن للمرأة في كولومبيا الحق في التمتع بالسلامة الجسدية والاستقلال الذاتي والتصويت وشغل الوظائف العامة والعمل بأجر عادل ومتساوٍ مع الرجال وامتلاك الممتلكات الخاصة وتلقي التعليم المناسب والخدمة في الجيش في واجبات معينة، لكن بعيدًا عن وحدات الأسلحة القتالية، وإمكانية إبرام عقود قانونية والحصول على الحقوق الزوجية والأبوية والدينية. تطورت حقوق المرأة في كولومبيا تدريجيًا منذ أوائل القرن العشرين.

## التاريخ

### لمحة عامة
لم يكن للنساء دور كبير في المجال العسكري، إذ عملن بشكل أساسي في دعم القوات العسكرية أو جواسيس كما في حالة بوليكاربا سالافارييتا، التي لعبت دورًا مهمًا في استقلال كولومبيا عن الإمبراطورية الإسبانية. تحتفظ بعض الجماعات الأصلية مثل واييون، بمجتمع أمومي يكون فيه دور المرأة محوريًا ومن أكثر الأدوار أهمية في المجتمع. استُهدفت النساء المنتميات إلى جماعات السكان الأصليين بدرجة كبيرة من قبل المستعمرين الإسبان خلال الحقبة الاستعمارية. وتعرضت الكثير من نساء الشعوب الأصلية للرق والاغتصاب وفقدان هويتهن الثقافية.
عملت النساء الكولومبيات ربات بيوت في مجتمع هيمن عليه الذكور، طوال الحقبة الاستعمارية التي دامت طوال القرن التاسع عشر، بالإضافة إلى عصر الجمهورية. كان تعليم النساء مقتصرًا على الثريات منهن ولم يُسمح لهن إلا بالدراسة حتى المرحلة المتوسطة في الدير تحت تعليم الكنيسة الرومانية الكاثوليكية. سن كونغرس كولومبيا في 10 ديسمبر 1934، قانونًا يمنح المرأة حق الدراسة. أثار هذا القانون جدلاً كبيرًا، مثله مثل أي قضية تتعلق بحقوق المرأة في ذلك الوقت.

### الحقوق التعليمية
كان يُسمح للنساء في كولومبيا قبل عام 1933، بالدراسة حتى المرحلة المتوسطة فقط. دافع عضو الحزب الليبرالي الكولومبي خورخي إلييثير جايتان عن المرسوم رقم 1972 لعام 1933 للسماح للنساء بتلقي التعليم العالي، في حين عارضه المحافظ جيرمان أرسينيغاس. صدر المرسوم ووقعته حكومة ألفونسو لوبيز بوماريجو الليبرالية. كانت جامعة كولومبيا الوطنية الحكومية أول مؤسسة للتعليم العالي تسمح بقبول الطالبات. قُبلت جيردا ويستندورب في الجامعة في 1 فبراير 1935، لدراسة الطب. وقبلت غابرييلا بيليز، طالبة في كلية الحقوق عام 1936 وتخرجت محامية، وهي أول أنثى تتخرج من جامعة في كولومبيا. أسست ماريا كارولا في عام 1936، أول مدرسة للخدمات الاجتماعية بدعم من جامعة السيدة الوردية. نُظر للنساء بعد ذلك على أنهن على قدم المساواة مع الرجال، وذلك لإنجازاتهن الأكاديمية وإبداعهن وانضباطهن. بدأ المواطنون في نفس الوقت، بدعم فكرة المواطنة للمرأة على غرار البلدان الأخرى. كان العنف السياسي المستمر والقضايا الاجتماعية والمشاكل الاقتصادية من بين الموضوعات الرئيسية التي درستها النساء، وخاصة فيما يتعلق بمجالات العنف الأسري وعلاقات الأزواج، وكذلك إساءة معاملة الأطفال.

### حقوق العقود القانونية
اجتمعت مجموعة من النساء بقيادة جورجينا فليتشر مع رئيس كولومبيا آنذاك، إنريكي أوليا هيريرا، بقصد مطالبته بدعم تحويل التشريعات الكولومبية المتعلقة بحقوق المرأة في إدارة الممتلكات. سُمي القانون ب(«قانون نظام التنازل عن الزواج») الذي اقترحته أوفيليا أوريبي لاحقًا في الكونغرس في ديسمبر 1930 ليكون إصلاحًا دستوريًا. كان الهدف الرئيسي للقانون هو السماح للنساء بإدارة ممتلكاتهن وليس من قبل أزواجهن أو أقربائهن الذكور أو المربين، كما كان الحال. ولّدت هذه الخطوة فضيحة في الكونغرس. لم يمر هذا القانون، وأدى في وقت لاحق إلى الاضطهاد والتآمر ضد مجموعة من النساء. كونها زعيمة للمجموعة، تعرضت جورجينا فليتشر للاضطهاد والانعزال. قُدم («قانون نظام التنازل عن الزواج») مرة أخرى في الكونغرس عام 1932 وصُدق عليه ليصبح القانون رقم 28 لعام 1932.

### حق الاقتراع
منح الدكتاتور الكولومبي غوستابو روخاس بينيا المرأة الحق في الاقتراع عام 1954، ولكن يعود أصل هذا القرار إلى ثلاثينيات القرن الماضي تزامنًا مع نضال النساء للحصول على الجنسية الكاملة. صوتت النساء لأول مرة في كولومبيا على استفتاء عام في عام 1957.

### الحياة العائلية
تعد المساكنة شائعة جدًا في هذا البلد، ويولد غالبية الأطفال خارج إطار الزواج. بلغت نسبة المواليد الذين يعيشون مع أمهاتهم في العقد الأول من القرن العشرين 55.8٪، 22.9٪ مع الأمهات المتزوجات، و21.3٪ مع الأمهات العازبات (لا يعشن مع شريك). لقد تغيرت الحياة الأسرية كثيرًا خلال العقود الأخيرة: في سبعينيات القرن الماضي، كانت نسبة الولادات داخل الزواج 68.8٪، وقُنن الطلاق فقط في عام 1991.

## قضايا

### العنف المنزلي
سنت كولومبيا في التسعينيات، قانون 249 في سنة 1996 بالتحديد، لمحاربة العنف المنزلي. وسنت قانونًا شاملًا لمناهضة العنف ضد المرأة (قانون رقم 1257 سنة 2008). جُرم الاغتصاب في إطار الزواج عام 1996. تنص المادة 42 من دستور كولومبيا على «استناد العلاقات الأسرية على المساواة في الحقوق والواجبات بين الزوجين وعلى الاحترام المتبادل لجميع أفرادها. يُعتبر أي شكل من أشكال العنف في الأسرة مدمرًا لوئامها ووحدتها، وسيُعاقب وفقًا للقانون».

### الإجهاض
يخضع الإجهاض في كولومبيا لقيود مشددة، رغم تخفيف القوانين في عامي 2006 و2009. وتجري الغالبية العظمى من عمليات الإجهاض بشكل غير قانوني، والعديد منها في ظروف غير آمنة.

### النزاع الكولومبي المُسلح
أثر النزاع المسلح في البلد على النساء بطريقة سلبية للغاية، وخاصة تعرضهن للعنف الاجتماعي. وتفيد التقارير اغتصاب واحدة من كل خمس نساء نازحات بسبب هذا النزاع.